# Statistică (schiță)
Statistică este o operă literară scrisă de Ion Luca Caragiale, publicată în Moftul român în 1893